# Aarhus Domprovsti
Aarhus Domprovsti er et provsti i Aarhus Stift og består af det tidligere Århus Dom-Samsø-Tunø Provsti, på nær Tunø Sogn. Provstiet ligger i Aarhus- og Samsø Kommuner.
Aarhus Domprovsti består af 9 sogne med 17 kirker, fordelt på 9 pastorater.

## Pastorater
| Pastorater i Århus Domprovsti | Pastorater i Århus Domprovsti | Pastorater i Århus Domprovsti |
| ----------------------------- | ----------------------------- | ----------------------------- |
| Århus Dompastorat             | Christians Pastorat           | Langenæs Pastorat             |
| Samsø Pastorat                | Sankt Johannes Pastorat       | Sankt Lukas Pastorat          |
| Sankt Markus Pastorat         | Sankt Pauls Pastorat          | Vor Frue Pastorat             |

## Sogne
| Sogne i Århus Domprovsti | Sogne i Århus Domprovsti | Sogne i Århus Domprovsti |
| ------------------------ | ------------------------ | ------------------------ |
| Christians Sogn          | Langenæs Sogn            | Sankt Johannes Sogn      |
| Samsø Sogn               | Sankt Lukas Sogn         | Sankt Markus Sogn        |
| Sankt Pauls Sogn         | Vor Frue Sogn            | Århus Domsogn            |